# Buda de Maligawila
El Buda de Maligawila es una estatua de Buda cerca del pueblo de Maligawila en el distrito de Moneragala de la provincia de Uva en Sri Lanka. Fue tallada en una gran roca caliza durante el siglo VII y es la estatua antigua independiente de Buda más alta del país. Cuando fue encontrada en 1951, estaba rota en varios pedazos y fue reconstruida y levantada nuevamente en 1980 bajo la dirección del entonces presidente Ranasinghe Premadasa.

## Apariencia
Fue tallada en una única roca caliza de gran tamaño y se considera la imagen antigua independiente más alta de Sri Lanka, con una altura de 11,5 metros.  Tiene un gran parecido con la estatua del Buda de Aukana y representa el mismo asisa mudra, una variación del Abhaya mudra;y junto con esta estatua de Aukana y la de Buduruvagala, se considera uno de los mejores ejemplos de la imagen de pie de Buda de la antigua Sri Lanka. El cuerpo de Buda es recto y agarra la túnica por el hombro izquierdo, mientras que la mano derecha se eleva hacia el hombro derecho.
Las ruinas alrededor de la estatua indican que debió existir una casa o santuario, decorado con imágenes, en cuyo interior se encontraría esta. Parece haber sido de unos 24,4 m de largo y ancho, con paredes de 1,2 m de espesor y su altura habría sido de unos 19,8 m.
A unos 500 metros de la estatua hay otra imagen tallada en una sola roca que se considera que es la imagen del Bodhisattva Maitres Natha, identificado a veces como Bodhisattva Avalokithswara o también llamada estatua del Bodhisattva Dambegoda; de 9,85 metros de altura y unas 40 toneladas de peso.
Esta estatua fue descubierta caída de su pedestal y rota en varios pedazos boca abajo pero intacta. Tras este descubrimiento, los expoliadores la volaron en fragmentos usando dinamita en busca de posibles tesoros en su interior, y fue finalmente restaurada por el departamento de arqueología en 1990.
Justo a la izquierda de la escalera que conduce a la estatua del Bodhisattva, se encuentra una inscripción en un pilar de piedra colocado por el rey Mahinda IV (956-972 d. C.) en su décimo año de reinado que registra el trabajo realizado por el rey para su construcción.

## Historia y restauración
Según la antigua crónica Chulavamsa, la estatua fue construida en el siglo VIIpor un príncipe llamado Aggabodhi de Ruhuna, y también se menciona que construyó un templo llamado Pathma Vihara y también construyó allí una gran estatua de Buda.
La estatua fue descubierta en 1951, caída de su pedestal y hecha pedazos. Antes de eso, ya había sido dañada por expoliadores alrededor de 1948. Un intento de 1974 de levantar la estatua terminó en un fracaso, y ya en 1991 se hizo otro intento bajo el entonces presidente Ranasinghe Premadasa. Varios de los pedazos rotos habían resultado dañados, incluida la mano derecha, la cara y los pies, que fueron reparados antes de reconstruir la estatua y volver a erigirla. Todo el proyecto fue descrito como una «tarea muy importante» llevada a cabo bajo la dirección de Premadasa. La restauración fue realizada por la empresa Lankem Ceylon y el asesor técnico principal fue Kirthi Samarasuriya, fundador de la empresa Petrokem Lanka, quien ideó el adhesivo epoxi para pegar químicamente las piezas.  El erguido exitoso de la estatua estuvo a cargo de Gemunu Silva de la Corporación Estatal de Ingeniería y de H. A. Wijegunawardhana, ingeniero jefe de la Autoridad de Puertos de Sri Lanka. La estatua atrae cada año a un gran número de peregrinos.